# Gare de Rivesaltes
La gare de Rivesaltes est une gare ferroviaire française de la ligne de Narbonne à Port-Bou (frontière), située sur le territoire de la commune de Rivesaltes, à proximité du centre bourg, dans le département des Pyrénées-Orientales en région Occitanie.
Elle est mise en service en 1858 par la Compagnie des chemins de fer du Midi et du Canal latéral à la Garonne. 
C'est une halte ferroviaire de la Société nationale des chemins de fer français (SNCF) desservie par des trains express régionaux TER Occitanie.

## Situation ferroviaire
Établie à 29 mètres d'altitude, la gare de bifurcation de Rivesaltes est située au point kilométrique (PK) 459,312 de la ligne de Narbonne à Port-Bou (frontière), entre les gares ouvertes de Salses et de Perpignan.
Elle est également l'origine, au PK 470,737 de la ligne de Carcassonne à Rivesaltes.

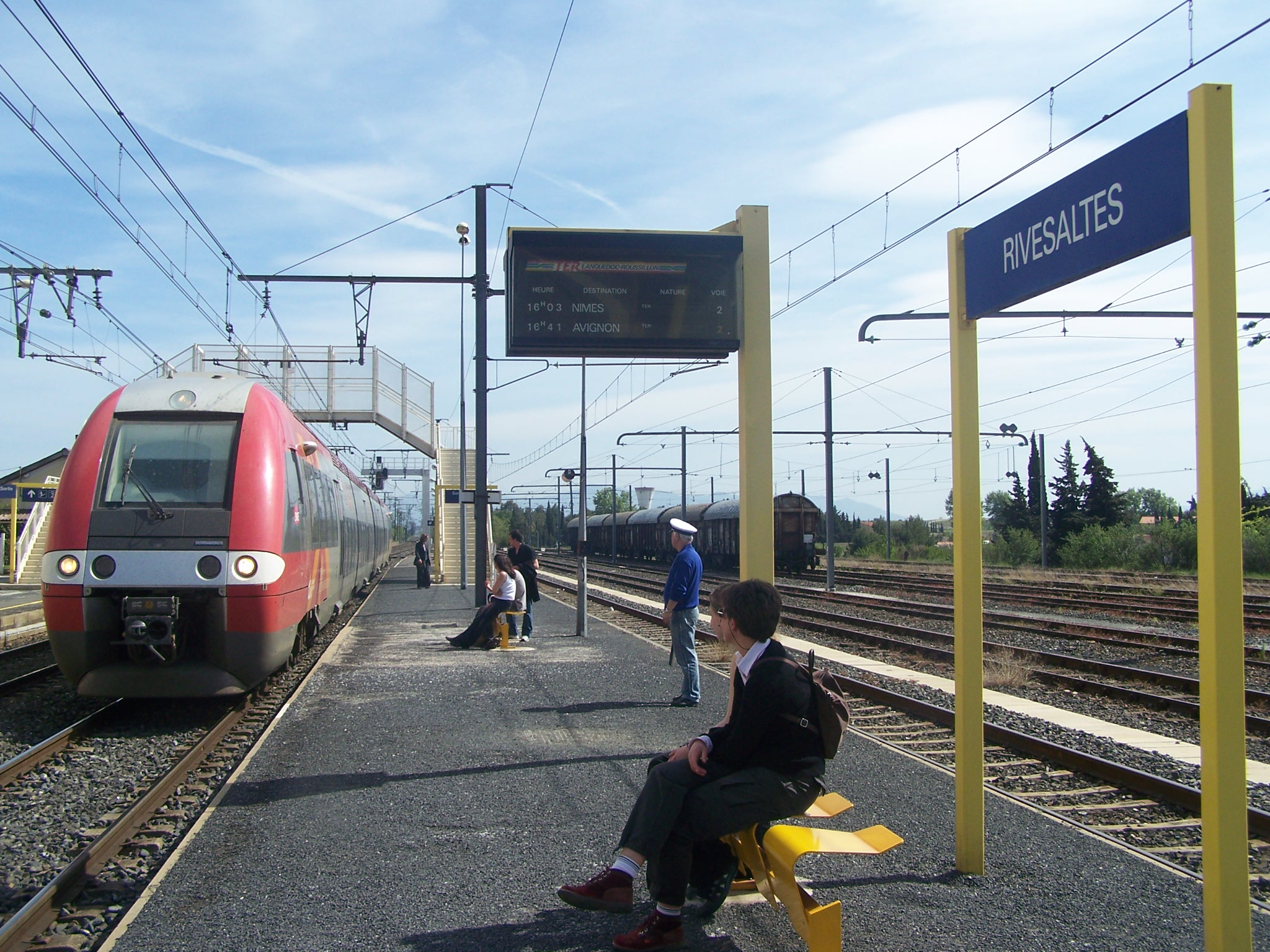
Un TER entrant en gare.

## Histoire

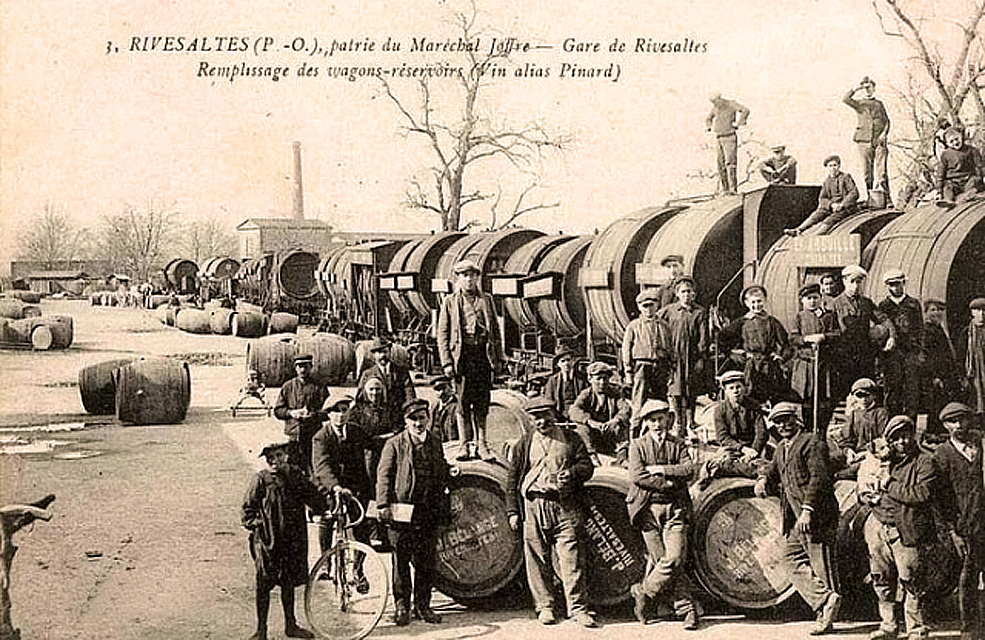
Remplissage des wagons réservoirs.

La Compagnie des chemins de fer du Midi et du Canal latéral à la Garonne, concessionnaire d'un chemin de fer de Narbonne à Perpignan, met en service la station de Rivesaltes le 20 février 1858 avec la première section de Narbonne à Le Vernet.
Durant l'année 1903 la gare se voit dotée d'une grande marquise (comme il en est également le cas pour ses voisines de Perpignan et Narbonne), mais celle-ci finira par se briser et sera totalement démontée après la Seconde Guerre mondiale.
Rivesaltes, grande commune viticole a vu pendant des décennies aller et venir des trains entiers composés de wagons « foudres » plein de vin et de muscat produits dans la région.
Elle connait son électrification en même temps que la ligne, en 1981.

## Fréquentation
En 2014, selon les estimations de la SNCF, la fréquentation annuelle de la gare était de 85 945 voyageurs.
De 2015 à 2021, selon les estimations de la SNCF, la fréquentation annuelle de la gare s'élève aux nombres indiqués dans le tableau ci-dessous. :
| Année     | 2015   | 2016   | 2017   | 2018   | 2019   | 2020   | 2021   | 2022    | 2023    |
| --------- | ------ | ------ | ------ | ------ | ------ | ------ | ------ | ------- | ------- |
| Voyageurs | 82 009 | 82 488 | 88 885 | 72 553 | 85 145 | 63 974 | 97 363 | 129 029 | 141 598 |

## Service des voyageurs

### Accueil
Gare SNCF, elle dispose d'un bâtiment voyageurs, avec guichet, ouvert tous les jours. Elle est équipée d'automates pour l'achat de titres de transport.

### Desserte
Rivesaltes est desservie par des trains du réseau TER Occitanie qui circulent entre Narbonne et Perpignan. Certains trains sont prolongés au-delà de Narbonne vers Toulouse-Matabiau ou Nîmes et Avignon-Centre, tandis que d'autres sont prolongés au-delà de Perpignan vers Cerbère ou Portbou. Le temps de trajet est d'environ 35 minutes depuis Narbonne et d'environ 10 à 15 minutes depuis Perpignan.
L'Intercités de nuit reliant Paris-Austerlitz à Cerbère dessert également Rivesaltes, uniquement durant l'été.
Elle est également desservie par un train touristique.

### Intermodalité
Un parc pour les vélos et un parking pour les véhicules y sont aménagés. La gare est desservie à distance, à l'arrêt Lycée Agricole, par les lignes 9, 16 et 19 du réseau Sankéo.